# Airbus A310 MRTT
L'Airbus A310 Multi Role Tanker Transport (MRTT) est un modèle d'avion militaire de transport et de ravitaillement à large fuselage construit par Airbus Military et dérivé du modèle civil, l'Airbus A310.

## Histoire

### Développement
L'A310 est utilisé depuis longtemps par de nombreux pays dans leurs armées de l'air en tant qu'avion de transport, mais quelques exemplaires ont été convertis par EADS dans une configuration multirôle, d'abord pour le transport de troupes et de matériels (Multi-Role Transport ou MRT), puis pour le ravitaillement en vol (Multi-Role Transport Tanker ou MRTT).

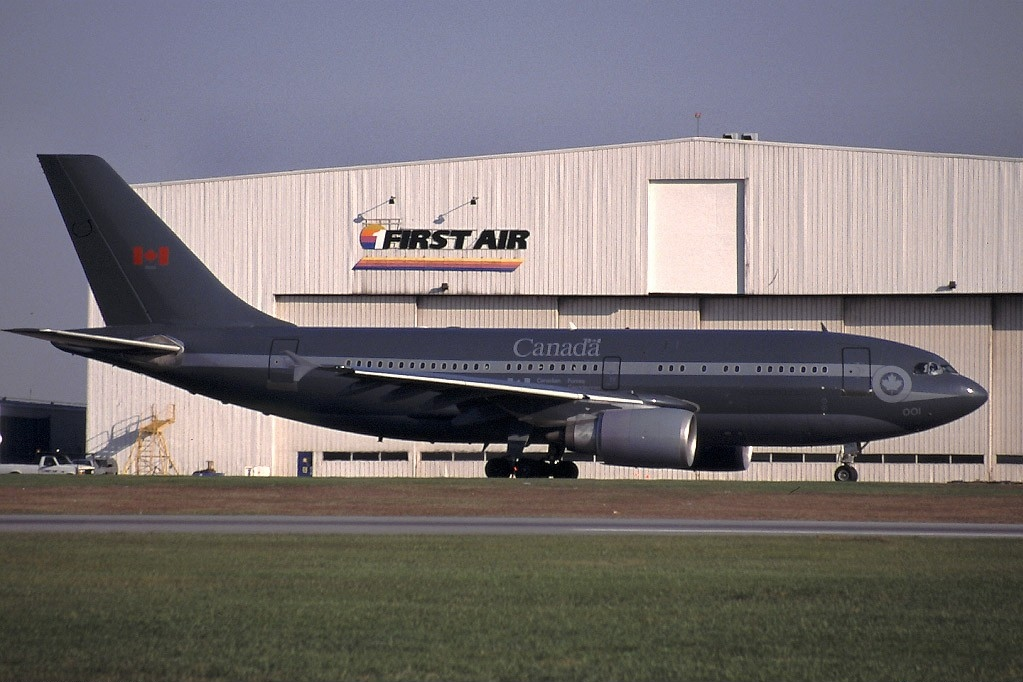
A310-304F (MRT) MSN446, sans fonction de ravitaillement.

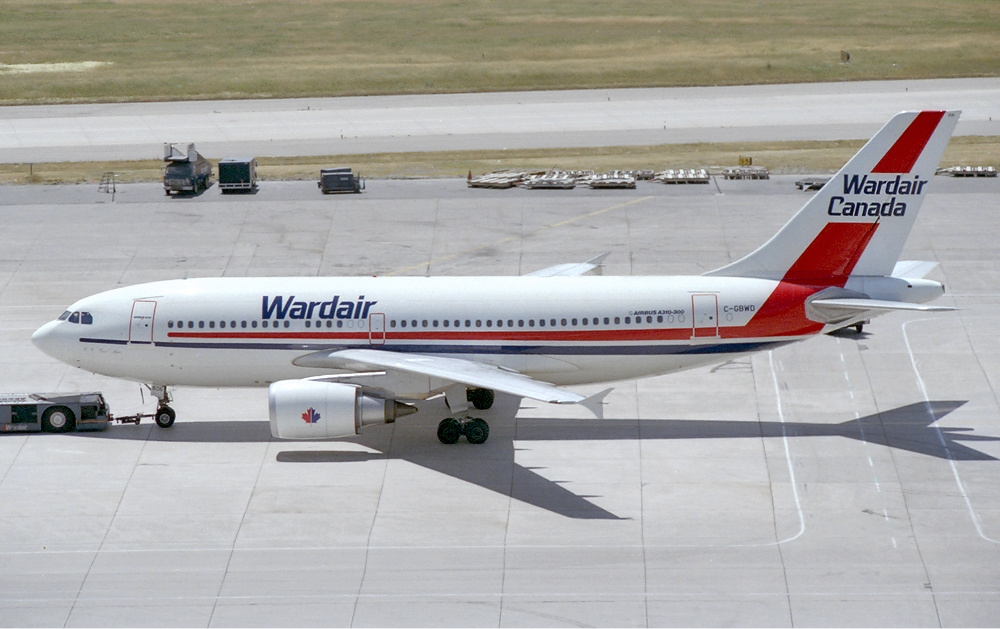
C-GBWD, MSN446 en 1989. Les deux armées ont profité d'un coût d'acquisition moindre, en prenant des appareils dans les mêmes pays.

La Luftwaffe a passé une commande en 1998 pour trois appareils A310 MRT spécialement destinés aux usages militaires. Le projet est développé conjointement par Daimler Chrysler Aerospace et Lufthansa Technik en créant un ensemble standard de modifications d'A310 civils à un coût peu élevé. Le Canada a par la suite acquis cinq appareils pour sa force aérienne.
Dans cette optique, en 1996, un consortium a été fondé en Allemagne, en collaboration entre EADS Elbeflugzeugwerke à Dresde ainsi que Lufthansa Technik à Hambourg. 
L'A310 MRTT, réalisé par conversion d'avions de ligne d'occasion, offrait dorénavant un avion ravitailleur bon marché et polyvalent, avec des capacités similaires au ravitailleur KC-135R, et supérieures en cargo. La Luftwaffe et l'Aviation royale canadienne se sont portées acquéreurs pour remplacer d'anciens Boeing 707. Ces appareils d'occasion ont été acquis puis modifiés par EADS, actuellement Airbus Military. Plus précisément, étant donné que l'usine adaptée au programme de MRTT en Séville n'existait pas encore, il fallut que les exemplaires soient envoyés à Elbe Flugzeigwerke à Dresde, qui convertit les A300/A310 en version fret.    
Ensuite, la Luftwaffe devient le premier client pour le MRTT ;  quatre des sept A310 ont été convertis. De même, la RCAF canadienne a décidé de convertir deux de ses Polaris composés de cinq A310-304F en MRTT.
Le premier appareil converti, 10+27 de Luftwaffe (MSN523), a été présenté à Dresde, le 9 décembre 2003. Cet exemplaire a ensuite été exploité pour les vols d'essai.

### Livraisons et transition vers A330 MRTT
La cérémonie de la première livraison fut tenue à Dresde, le 30 septembre 2004, simultanément en faveur des deux clients, l'armée allemande ainsi que celle du Canada. Cette dernière récupéra ce jour-là l'appareil 15005, MSN441, mais en tant que tanker. Il est probable que la livraison légale avait été effectuée la veille. 

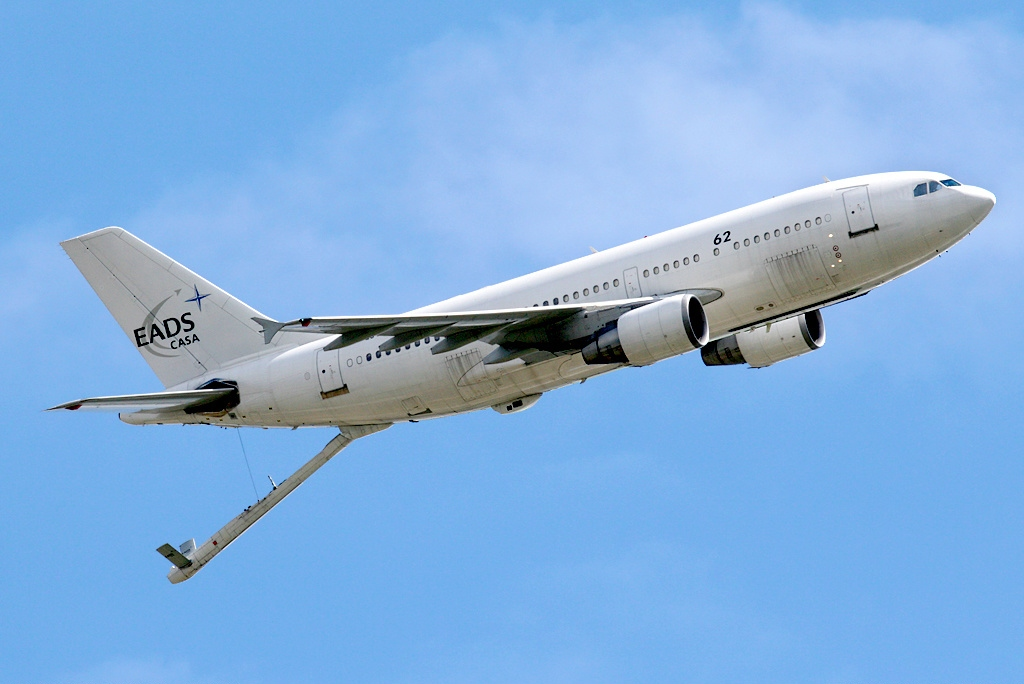
Plateforme EC-HLA (A310-324ET), le 15 juillet 2008 lors du salon aéronautique de Farnborough.

Alors que les A310 MRTT actuels disposent de sondes de ravitaillement  « tuyau et panier » ou « probe and drogue », EADS investit 80 millions d'euros dans la recherche et le développement d'un système de ravitaillement en carburant avec une perche tel que celui utilisé par l'US Air Force (« boom and receptacle »). Il possède une capacité de carburant similaire au Boeing KC-135 Stratotanker. De sorte que l'A310 MRTT contribua considérablement à développer le programme de l'A330 MRTT, en lui assurant moins de risques. Toutefois, à l'exception de la version EC-HLA , les A310 MRTT sont tous équipés de sondes de ravitaillement Cobham 907E destinées aux avions de chasse, d'un modèle proche de sondes Cobham 905E réservées aux A330 MRTT. 
En profitant d'une cabine plus grande, cet appareil est effectivement plus souple, offrant simultanément une bonne capacité pour le fret, le transport de troupes, le transport de VIP ou d'autres utilisations. Il ne manque que la capacité d'atterrissage sur des pistes sommairement aménagées pour être considéré comme un avion de transport stratégique.
Le dernier A310 civil est sorti de Toulouse le 15 juin 1998. Si les deux appareils restent encore dans le ciel, il est certain que des A330 MRTT les remplaceront à l'avenir, comme successeurs. De fait, aucune conversion fut tenue, à la suite du lancement du programme de l'A330 MRTT, en dépit d'un moindre coût d'acquisition. L'A330 MRTT est capable d'effectuer le ravitaillement en vol des avions de chasse ainsi que ceux de grande taille.

## Appareil

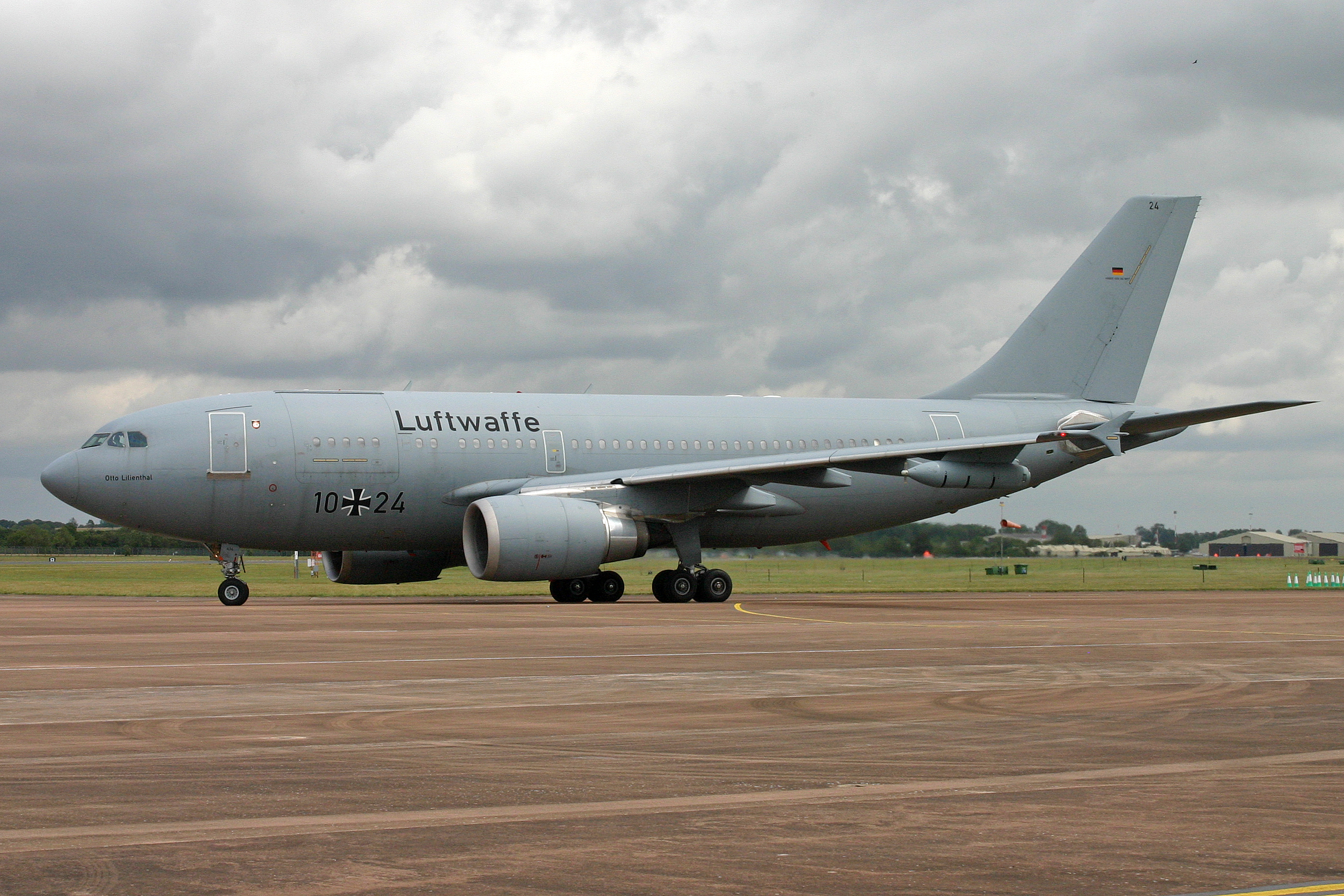
10+24, A310-304F (MRTT).

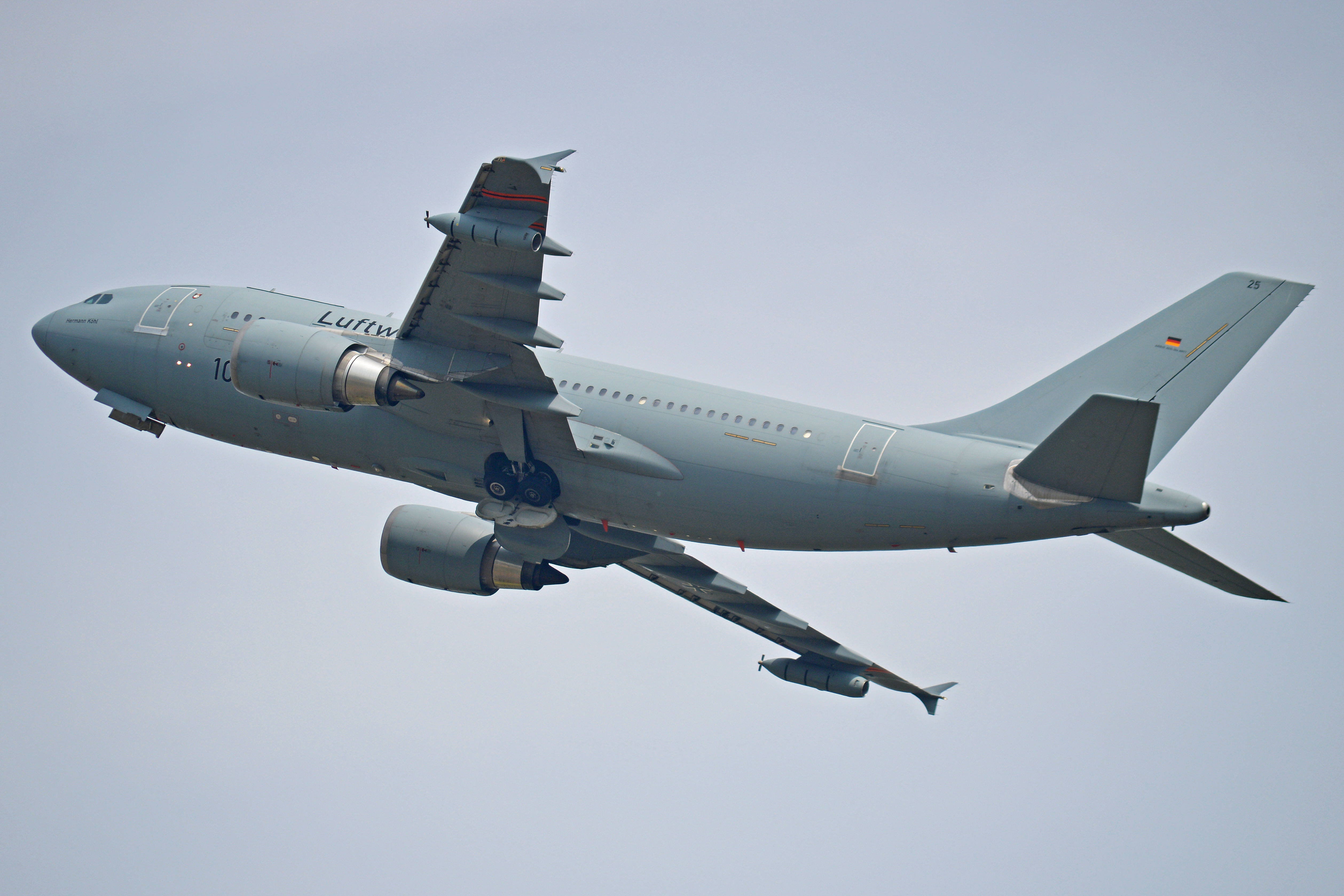
Décollage de 10+25, A310-304F (MRTT). On voit les deux sondes Cobham 907E, en faveur du ravitaillement.

### Principales modifications
- Installation de deux sondes AAR, une sous chaque aile (Cobham 907E) [voir une photo en ligne dans le site officiel d'EFW]
- Quatre réservoirs de carburant supplémentaires (28 000 kg chacun), ce qui donne une capacité totale de près de 78 000 kg
- Poste d'opérateur ajouté pour contrôler le ravitaillement, caméras extérieures (mode jour et nuit), radios militaires et éclairage extérieur
- Ailes et plancher renforcés
- Modifications mineures du poste de pilotage.

### Capacités
Selon les sites officiels d'EFW à Dresde et des deux forces aériennes :
- charge utile : 41,6 tonne ;
- ravitaillement : 36 tonnes de carburant  ;
- cabine : 220 passagers ;
- évacuation sanitaire : 56 civières ;
- rayon d'action :
  - 16 tonnes de charge utile : 10 560 km,
  - 63 passagers : 9 075 km,
  - 63 passagers et 30 tonnes de charge utile : 6 100 km,
  - 36 tonnes de ravitaillement : 4 630 km.

## Liste d'appareils convertis

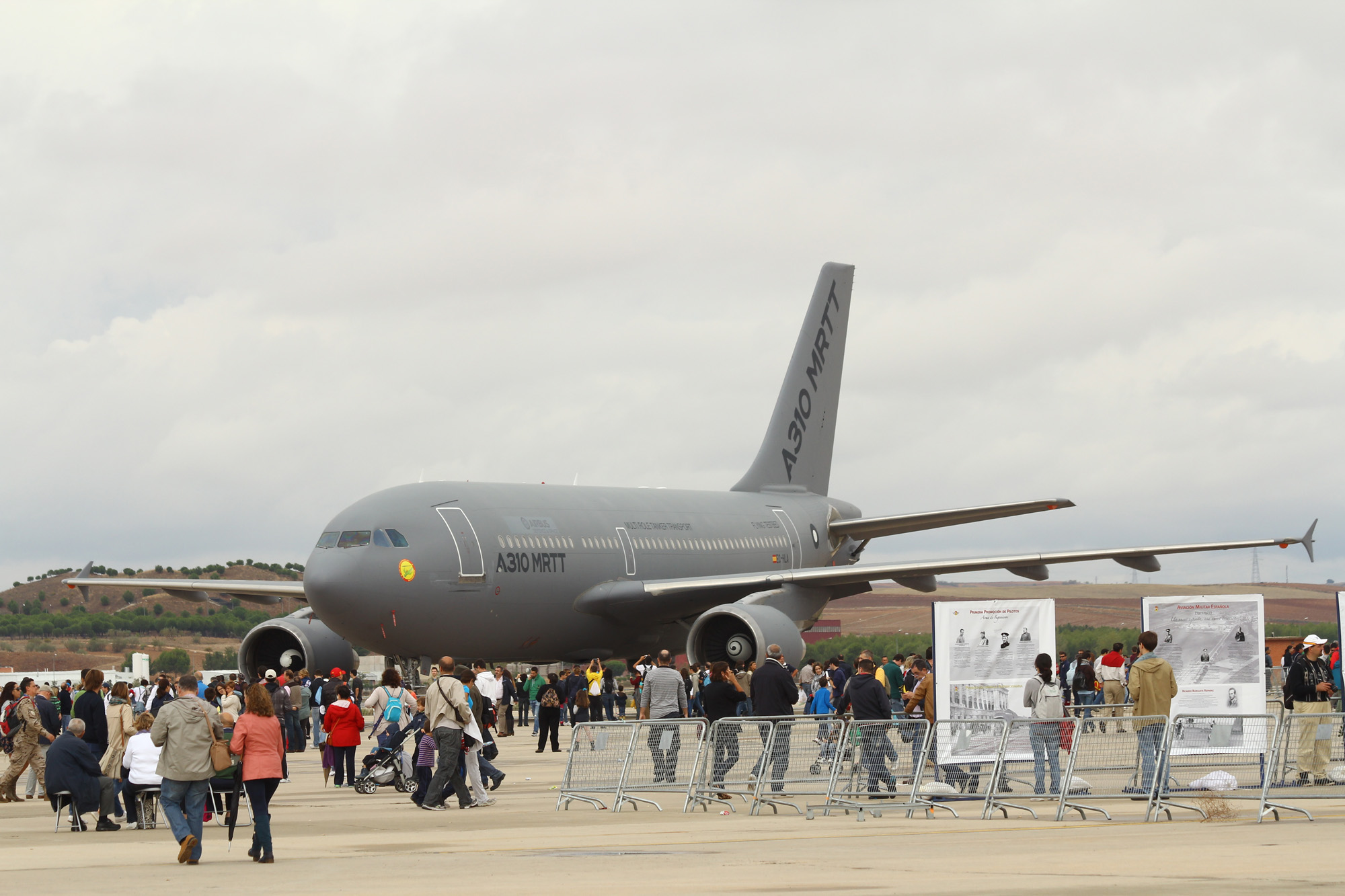
Présentation du prototype avec une nouvelle livrée (version militaire), en 2014 à la base aérienne de Torrejón de Ardoz.

### Prototype
Airbus Military (EC-HLA, MSN489, A310-324ET), surtout plateforme du développement de l'A330 MRTT avec système ARBS (Aerial Refuelling Boom System). L'appareil contribua à évoluer cet A330 MRTT qui connaîtra un grand succès.
En mars 2023, en utilisant ce MRTT, Airbus réussit le contrôle de plusieurs drones, sans interaction humaine.
EC-HLA accumula 353 vols d'essai en 1 150 heures de vol (60 000 heures au total depuis sa production). Finalement, Airbus décida de mettre à la retraite ce prototype en septembre 2024. Un A330-203 MRTT (MSN655) lui succéda en tant qu'appareil d'essai,.

### Hors d'usage
Le gouvernement fédéral exploita ses A310 MRTT, avec 3 autres A310, jusqu'en 2022 :

 Allemagne : Force aérienne allemande - 4 MRTT sur 5 A310-304F y compris l'exemplaire VIP
1. 10+24 (MSN434, A310-304F MRTT Otto Lilienthal)[14] : livré le 25 novembre 1996 ; retiré le 25 mai 2021.
2. 10+25 (MSN484, A310-304F MRTT Hermann Köhl)[15] : livré le 31 juillet 1996 ; retiré le 15 juin 2022.
3. 10+26 (MSN522, A310-304F MRTT Hans Grade)[16] : livré le 1er novembre 1999 ; retiré le 6 août 2021.
4. 10+27 (MSN523, A310-304F MRTT August Euler converti le 9 décembre 2003[3],[17], livraison officielle le 30 septembre 2004)[18] > 17 novembre 1998, Luftwaffe ; il s'agit du premier exemplaire de l'A310 transformé en MRTT ; retiré le 29 octobre 2020.

À la suite de la livraison de l'A400M, la Luftwaffe accomplit l'usage de ce type en juin 2022. Sans nouvelle visite de type D, l'appareil ne pouvait plus être opérationnel. Or, 10+25 fut vendu à la force aérienne canadienne, dans l'optique de fournir des pièces détachées, pour ses deux appareils encore en service.

### En service
Canada : Force aérienne royale canadienne - 2 MRTT sur 5 CC-150 Polaris,
1. 15004 (MSN444, A310-304F MRTT depuis le 11 août 2005[21],[22]) : 25 février 1993, armée de l'air > 26 avril 1993, porté à l'effectif
2. 15005 (MSN441, A310-304F MRTT depuis le 29 septembre 2004, ensuite conversion finale plus tard[5] le 8 mars 2005[23])[24] : 31 août 1993, armée de l'air > 10 janvier 1994, porté à l'effectif

Au sein de la Force aérienne royale canadienne aussi, commença en 2022 le projet de son remplacement. Dans l'optique de la conversion en MRTT, deux appareils de l'A330-200 furent acquis au mois d'août par le gouvernement canadien,.

### Articles connexes

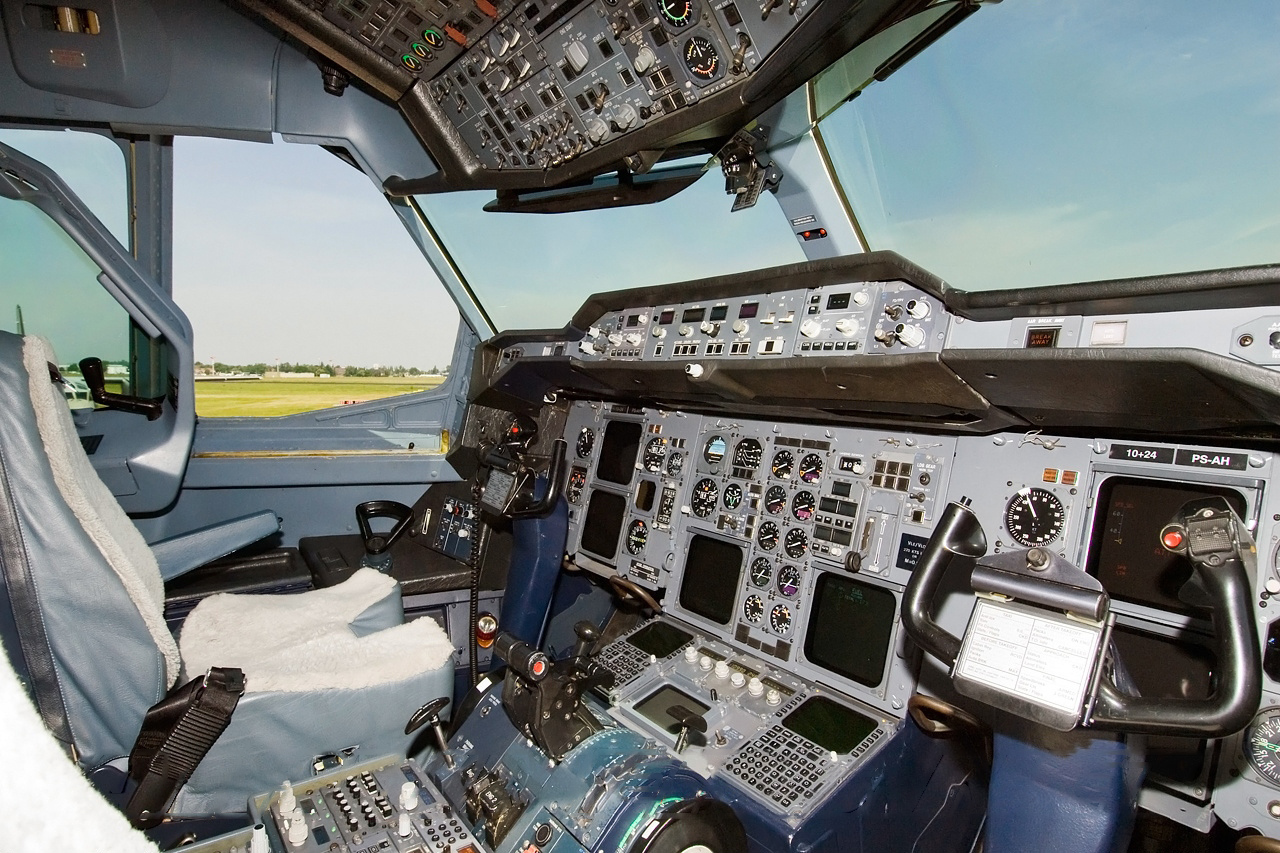
Poste de pilotage de 10+24.